# Toyota Celica
Toyota Celica je naziv za nekoliko modela automobila japanskog proizvođača Toyota. Modeli su se proizvodili od 1970. – 2006., te postoje 7 generacija Toyota Celica. 

## Sport
Model Celica poznat je kao jedan od uspješnijih modela u Svjetskom prvenstvu u reliju. Prvi nastup bio je 1972. na Reliju Velika Britanija, vozač je bio Ove Andersson. Prvu pobjedu 1982. na Reliju Novi Zeland ostvario je Björn Waldegård. Model Celica GT-Four osvoji je dva naslova konstruktorskog svjetskog prvaka u reliju. Carlos Sainz postao je svjetski prvak u reliju 1990. (model ST165) i 1992. (model ST185), Juha Kankkunen 1993. (model ST185) i Didier Auriol 1994. (model ST185). 